# František Hergesel

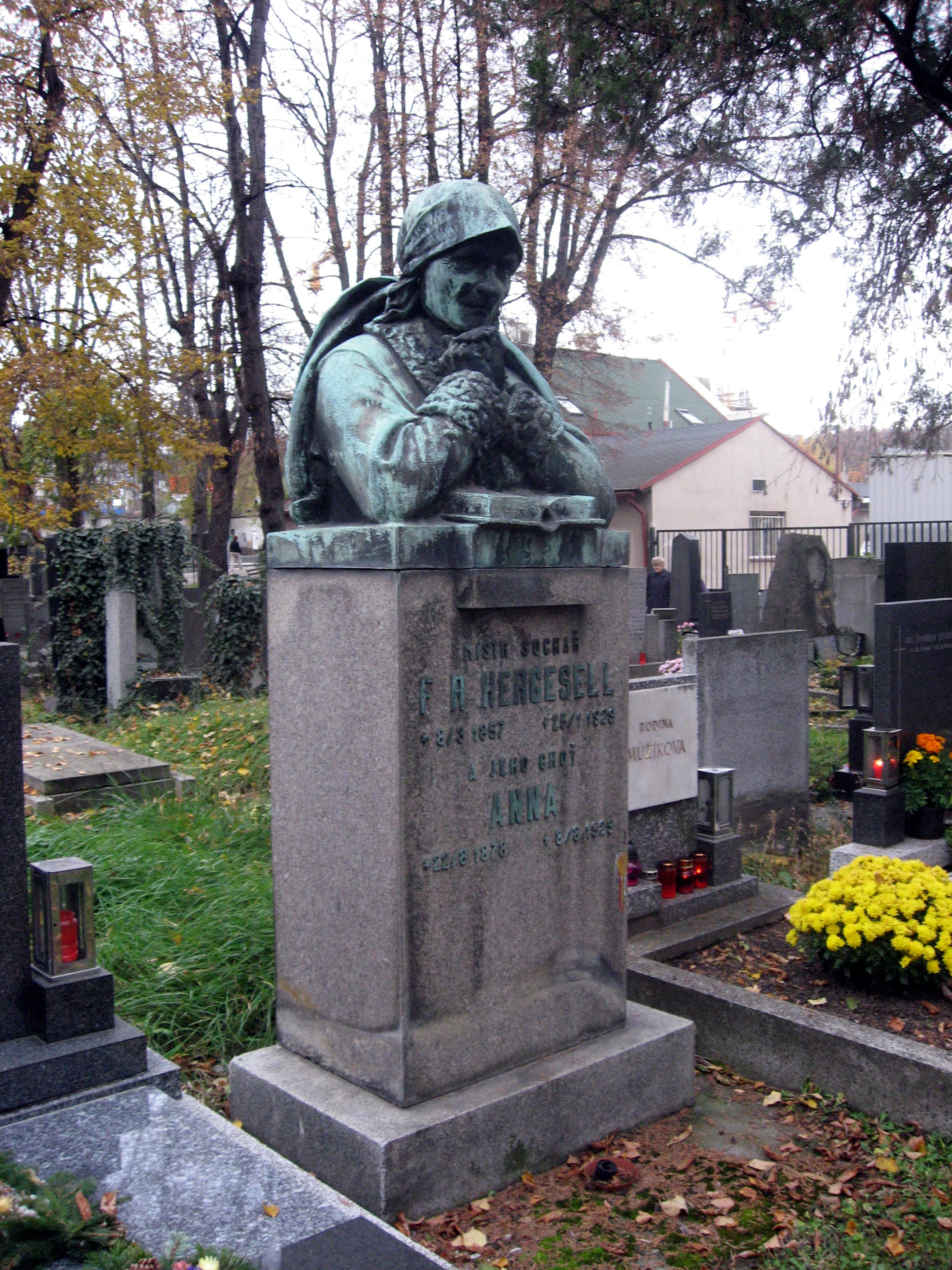
Hrob sochaře Františka Hergesella na Vinohradském hřbitově

František Hergesel (Herrgesell), také František Hergessel mladší (8. března 1857 Praha – 25. ledna 1929 Praha) byl český sochař – figuralista Myslbekovy generace, restaurátor a malíř.

## Život
František Hergesel (někdy též Herrgesell) se narodil 8. března 1857 v Praze na Novém Městě čp. 195 a pokřtěn byl 17. března téhož roku v kostele sv. Vojtěcha tamtéž. Byl synem sochaře Franze Hergesella, narozeného 12. října 1823 v Oldřichově na Hranicích (německy Ullersdorf) u Hrádku nad Nisou a matky Marie, rodem Opitzové z Mostu. Učil se v sochařské dílně svého otce. Dále v letech 1875–1881 vystudoval malířství a sochařství na Akademii výtvarných umění v Praze, v ateliéru Antonína Lhoty a Eduarda Roma. Byl dvakrát ženat : poprvé roku 1891 s Emilií Peche (1865 Uhlířské Janovice – 1897 Královské Vinohrady). Podruhé se oženil 20. září 1904 s Annou Königovou (* 1878 Žižkov), dcerou Antonína R. Königa, sochaře ze Šumperka na Moravě. Obě manželství byla bezdětná. František Hergesel zemřel 25. ledna 1929 v Praze Nuslích Na Pankráci čp. 442.
Se svým starším spolužákem Antonínem Procházkou sdílel společný ateliér v Praze na Vinohradech a spolupracovali na mnoha sochách. Byl členem Umělecké besedy a Krasoumné jednoty.

## Dílo
Je především autorem monumentálních soch, pomníků, alegorických sousoší, ale také figurálních reliéfů. Vyšel z novorenesančního akademismu a dopracoval se k realistickému názoru levicové orientace.
V soutěži na výzdobu budovy Národního muzea roku 1890 se zúčastnil pěti sousošími, z nichž realizoval jen jediné – alegorii Numismatiky a Heraldiky, nerealizovány zůstaly modely pro alegorii Malířství, Sochařství a Nadšení.
Jen z výstavy Krasoumné jednoty je známo sousoší Ukaž jak mne máš ráda (Dědeček s vnučkou).
Pro dvoranu pražské Městské spořitelny pražské v Rytířské ulici od arch. Antonína Wiehla a Osvalda Polívky. 536/I v Praze 1, Rytířská 2, 22, 29 (1892 – 1894) vytvořil alegorii Opatrnosti. Pro Zemskou banku v Praze na Příkopech alegorická sousoší Chebsko, Žatecko a Plzeňsko.
Na Výstavišti v Praze 7 při adaptaci Lapidária (tehdy pavilónu hlavního města Prahy) roku 1908 měl vytvořit do nik v průčelí dvě alegorické sochy Prahy na téma Praha záštitou občanské ctnosti a Praha občanstvem hájená, prvá je spíše personifikací Libuše. Dále to jsou reliéfy ženských tváří a iniciály města Prahy na průčelích. Na kašnách vymodeloval dvě štuková alegorická sousoší s vodní tematikou (která byla zničena při zboření kašen). Na budově Muzea hl. m. Prahy realizoval alegorickou sochu Historie (průčelí do ulice na Florenci).
Pro interiér kostela sv. Ludmily na Vinohradech provedl sochu sv. Prokopa (v sérii českých patronů).
Společně s Antonínem Procházkou vytvořili několik děl: soutěžní model na pomník bratranců Veverkových (oceněný druhou cenou), dále realizovali pomník Václava Beneše Třebízského v Třebízi (1892) a v roce 1895 pro Krasoumnou jednotu dvojici soch Kněžna Libuše a Přemysl Oráč. Nejúspěšnější bylo jejich sousoší s pracovní tematikou Hákování (Chléb náš vezdejší), odlité v bronzu a oceněné roku 1900 na Světové výstavě v Paříži (dnes ve sbírce Národní galerie v Praze). Pro budovu pražského chudobince vytvořili sousoší a Žíznivé napájeti.
Pracoval také jako restaurátor – kopista barokních kamenných soch: pro Karlův most vytvořil například kopii sousoší svatého Iva podle M. B. Brauna a na dalších spolupracoval, také při stěhování a instalaci originálů v Lapidáriu Národního muzea.
Dochovaly se rovněž jeho návrhové kresby a malby.